# Aponuphis grubii
Aponuphis grubii är en ringmaskart som först beskrevs av Marenzeller 1886.  Aponuphis grubii ingår i släktet Aponuphis och familjen Onuphidae. Arten har ej påträffats i Sverige. Inga underarter finns listade i Catalogue of Life.